# Онацкий, Никанор Харитонович
Никанор Харитонович Онацкий — украинский художник, живописец, историк.
Украинский художник, живописец, историк родился (28 декабря 1874 года (9 января 1875 года) на хуторе Хоменково Полтавской области (сейчас – село Московское Липоводолинского р-на Сумской обл.) в семье казака-земледельца. Окончил народную, а затем Гадячскую уездную школу.
С 1899 г. учился в Московском Строгановском училище технического рисования, но не закончил его. Вернулся на Украину и учился в Одесском художественном училище, с 1903 г. — В Высшем училище при Императорской академии художеств, где его учителем был Илья Репин.
Входил в нелегальных студенческих кружков в Санкт-Петербурге, целью которых было сохранение и развитие украинской культуры.
После учёбы в Московском Строгановском училище преподавал в учебных заведениях Сум, Харькова, Лебедина живопись, рисунок, историю искусства.
Он организовал в 1914 году первую в Сумах художественную выставку.
По инициативе Никанора Онацкого 1919 года в Сумах был открыт историко-художественный музей, которым он руководил в течение 13 лет. Он собрал для музея большое количество редкостных произведений украинского, русского и европейского искусства. На 1 октября 1925 г. в музее насчитывалось 10279 экспонатов. Среди них: 6416 старопечатных, бесценные полотна Ильи Репина, Владимира Боровиковского, Валентина Серова, старинные казацкие парсуны Полуботка, Апостолов, другие уникальные памятники. Немало экспонатов было изысканы непосредственно Никанором Онацкий. Особую ценность имели офорт Тараса Шевченко «В кабаке» («Друзья»), «Кобзарь» с дарственной надписью поэта и другие.
В сентябре 1937 г. Никанора Онацкого арестовали и 23 ноября 1937 г. убили по наводке внесудебного органа — особой тройки при НКВД СССР.
В 1994 году Сумскому художественному музею было присвоено имя Никанора Онацкого.
Литература
- Петров Г. Народный художник / / Ленинская правда. — 1965. — 9 января.
- Майченко К., Петров Г. Он любил мальвы / / Днепр. — 1965. — № 7
- Петров Г. Никанор Онацкий на Краснопильщини / / Победа. — 1965. — 7 сентября.
- Петров Г. Мужественное слово / / Ленинская правда — 1966. — 5 февраля.
- Кривко Я. Н. Н. Х. Онацкий / / Ленинское знамя. — 1974. — 23 февраля.
- Арефьева Галина. Преступление, которого не было / / Красный луч. — 1995. — 18 февраля.
- Звагельский В. Б.. Пером и кистью / / Сумской календарь '97. — М., 1996.
- Корнющенко И. Как мир, их вечные имена / / Наш край. — 1998. — 21 января.

Источники
- Ткаченко Б. Никанор Воскресший / / Украина. — 1988. — № 35.
- Никанор Онацкий / / Свобода. — 2008. — 21 ноября.